# فرنسيسكو كاستيلو ناخيرا
فرنسيسكو كاستيلو ناخيرا (بالإسبانية: Francisco Castillo Nájera)‏ هو دبلوماسي مكسيكي، ولد في 25 نوفمبر 1886 في دورانجو في المكسيك، وتوفي في 1950 في مدينة مكسيكو في المكسيك.